# Salvador Moncada
Salvador Enrique Moncada (Tegucigalpa, Honduras, 3 de diciembre de 1944) es un científico hondureño y naturalizado británico. Médico, miembro de la Royal Society (Inglaterra), del Royal College of Physicians (Inglaterra) y de la Academy of Medical Sciences (Inglaterra). Desde el 14 de septiembre es embajador de Honduras en China.

## Biografía
Nació el 3 de diciembre de 1944 en la capital de Honduras, Tegucigalpa. Su familia se estableció en la ciudad de San Salvador, capital de El Salvador, en 1948. Se doctoró en medicina y cirugía (1962 a 1970) en la Universidad de El Salvador. En 1971 se trasladó a Londres para estudiar un doctorado en farmacología en el Institute of Basic Medical Sciences, del Royal College of Surgeons, bajo la tutoría de Sir John Vane. Volvió a Honduras, después de un corto periodo de investigación en la Universidad de Honduras, pasó a Welcome Research Laboratories (Beckenham, Kent), donde alcanzó el cargo de Director de Investigaciones, en 1986. En 1998, se trasladó a University College London, donde fundó el Wolfson Institute for Biomedical Research, en Cruciform Building, que dirigió hasta 2012.
El doctor Moncada, estuvo casado con Dorys Lemus, profesora de bioquímica de la Escuela de Medicina de la Universidad de El Salvador, con quién procreó dos hijos: Claudia Regina (1966, quien vive en Londres) y Salvador Ernesto (1972). En 1998, se casó con Su Alteza Real, la princesa María Esmeralda de Bélgica, hermana menor del exrey Alberto II de los belgas. Ha procreado dos hijos más: Alejandra Leopoldina (1998) y Leopoldo Daniel (2001).

## Contribuciones científicas
Actual director del Instituto Wolfson para la Investigación Biomédica del University College de Londres, ejerce la docencia durante años en su país natal de Honduras, sin abandonar nunca la investigación médica.
Sus principales investigaciones han estado centradas en los efectos farmacológicos de las substancias vaso-activas, especialmente productos del metabolismo de diversos ácidos, así como en la síntesis, acción y degradación del mediador biológico óxido nítrico. También ha realizado importantes trabajos en temas de inflamación, plaquetas, interacción entre plaquetas y la pared vascular, trombosis y arteriosclerosis. Su investigación sobre las drogas relacionadas con el sistema circulatorio incluye el desarrollo del fármaco conocido como Viagra'

## Premios y reconocimientos
En 1990 fue galardonado con el Premio Príncipe de Asturias de Investigación Científica y Técnica, junto con Santiago Grisolía, por sus descubrimientos relacionados con las prostaglandinas y la función de la pared vascular que han sido transcendentales para encontrar mecanismos biológicos de gran importancia práctica para al tratamiento de procesos patológicos como la inflamación, la arterioesclerosis entre otros. En enero de 2010, le fue otorgado el título de Sir, por la Reina Isabel II. El 3 de marzo de 2017 fue nombrado doctor honoris causa por la Universidad Autónoma de Madrid.

## Obras
- Moncada Moncada, Salvador (1992). Importancia clínica del óxido nítrico en el sistema cardiovascular. Edicomplet. ISBN 978-84-87450-60-0.

- Moncada Moncada, Salvador (2003). Óxido nítrico: un nuevo mensajero biológico. Ediciones Universidad Salamanca. ISBN 978-84-7800-719-6.